# Nakano (Familienname)
Nakano (jap. 中野) ist ein japanischer Familienname. Bei einer Erhebung im Jahr 2008 war er auf Platz 53 der 100 häufigsten Familiennamen in Japan.

## Herkunft und Bedeutung
Nakano ist entweder ein Wohnstätten- oder ein Herkunftsname. Als Wohnstättenname geht er auf die Bedeutung der japanischen Schriftzeichen 中 (dt. Mitte) und 野 (dt. Feld oder Ebene) zurück; er bezeichnete also Personen die an einem zentral gelegenen Feld wohnten. Als Herkunftsname erfolgte die Benennung nach dem Siedlungsnamen Nakano (mehrfach in Japan).

## Namensträger
- Arisa Nakano (* 2005), japanische Filmschauspielerin
- Ayako Nakano (Schwimmerin) (* 1973), japanische Schwimmerin
- Ayako Nakano (Tänzerin) (* 1977), japanische Balletttänzerin
- Bull Nakano (Keiko Nakano; * 1968), japanische Golferin und Wrestlerin
- Cristina Nakano (* 1970), brasilianische Badmintonspielerin
- Daisuke Nakano (* 1982), japanischer Turner
- Eiji Nakano (1904–1990), japanischer Schauspieler
- Francis Xavier Hiroaki Nakano (* 1951), japanischer Geistlicher, römisch-katholischer Bischof von Kagoshima
- Haruka Nakano (* 1996), japanische Hochspringerin
- Hidegorô Nakano (1909–1974), japanischer Mathematiker
- Hideki Nakano (* 1952), japanischer Nordischer Kombinierer
- Hiroko Nakano (* 1959), japanische Politikerin
- Hiroshi Nakano (Fußballspieler) (* 1983), japanischer Fußballspieler
- Hiroshi Nakano (Ruderer) (* 1987), japanischer Ruderer
- Hiroyuki Nakano (* 1958), japanischer Regisseur
- Hitomi Nakano (* 1990), japanische Weitspringerin
- Jun’ya Nakano (* 1971), japanischer Komponist
- Kansei Nakano (* 1940), japanischer Politiker der Demokratischen Partei
- Katsuya Nakano (* 1996), japanischer Fußballspieler
- Kazuo Nakano (* 1946), japanischer Redakteur und Herausgeber
- Kei Nakano (* 1988), japanischer Fußballspieler
- Keiichirō Nakano (* 1976), japanischer Fußballspieler
- Keita Nakano (* 2002), japanischer Fußballspieler
- Kiyoshi Nakano (* 1936), japanischer Politiker
- Kōhei Nakano (* 2003), japanischer Fußballspieler
- Kōichi Nakano (* 1955), japanischer Radrennfahrer
- Nakano Kōji (Schriftsteller) (1925–2004), japanischer Schriftsteller und Germanist
- Kōji Nakano (Wasserballspieler) (* 1947), japanischer Wasserballspieler
- Kōji Nakano (Komponist) (* 1974), japanischer Komponist
- Kojirō Nakano (* 1999), japanischer Fußballspieler
- Kumiko Nakano (* 1977), japanische Schauspielerin und Sängerin
- Lillian Nakano (1928–2015), US-amerikanische Aktivistin
- Madoka Nakano (* 1991), japanische Leichtathletin
- Manami Nakano (* 1986), japanische Fußballspielerin
- Masaharu Nakano (* 1979), japanischer Mittelstreckenläufer
- Masaomi Nakano (* 1996), japanischer Fußballspieler
- Masashi Nakano (* 1948), japanischer Politiker
- Midori Nakano (* 1946), japanische Kolumnistin und Essayistin
- Minoru Nakano (* 1936), japanischer Eishockeyspieler
- Mitsutoshi Nakano (1935–2019), japanischer Literaturhistoriker
- Ryo Nakano (* 1999), japanischer Fußballspieler
- Ryōtarō Nakano (* 1988), japanischer Fußballspieler
- Ryuma Nakano (* 2002), japanischer Fußballspieler
- Satoru Nakano (* 1947), japanischer Schwimmer
- Nakano Seigō (1886–1943), japanischer Politiker
- Seiya Nakano (Schauspieler) (* 1938), japanischer Schauspieler
- Seiya Nakano (Fußballspieler) (* 1995), japanischer Fußballspieler
- Nakano Shigeharu (1902–1979), japanischer Schriftsteller
- Shingo Nakano (* 2004), japanischer Fußballspieler
- Shinji Nakano (* 1971), japanischer Formel-1-Rennfahrer
- Shinji Nakano (Radsportler) (* 1999), japanischer Radrennfahrer
- Shin’ya Nakano (* 1977), japanischer Motorradrennfahrer
- Shin’ya Nakano (Fußballspieler) (* 2003), japanischer Fußballspieler
- Nakano Shirō (1907–1985), japanischer Politiker
- Shizuka Nakano (* 1969), japanischer Manga-Zeichner
- Shūto Nakano (* 2000), japanischer Fußballspieler
- Syuichi Nakano/Shuichi Nakano (* 1947), japanischer Astronom
- Takao Nakano (Regisseur) (* 1962), japanischer Regisseur und Drehbuchautor
- Takao Nakano (Spieleentwickler), japanischer Videospielentwickler
- Nakano Takeko (1847–1868), japanische Anführerin der Jōshitai im Boshin-Krieg
- Teruko Nakano (* 1965), japanische Beachvolleyballspielerin
- Teruyoshi Nakano (* 1935), japanischer Spezialeffekt-Regisseur
- Nakano Tomonori (1887–1965), japanischer Unternehmer, Gründer des Nisso-Konzerns
- Tsutomu Nakano (* 1973), japanischer Schwimmer
- Yosh Nakano, US-amerikanischer Pokerspieler
- Yoshihiro Nakano (Reiter) (* 1958), japanischer Springreiter
- Yoshihiro Nakano (Fußballspieler) (* 1993), japanischer Fußballspieler
- Nakano Yoshio (1903–1985), japanischer Literaturwissenschaftler
- Yukari Nakano (* 1985), japanische Eiskunstläuferin
- Yūsuke Nakano, japanischer Spieleentwickler und -Illustrator
- Yūta Nakano (* 1989), japanischer Fußballspieler